# گوین (ویرجینیا)
گوین (به انگلیسی: Gwynn) یک منطقهٔ مسکونی در ایالات متحده آمریکا است که در شهرستان متیوس، ویرجینیا واقع شده‌است. گوین ۲٫۱۳ متر بالاتر از سطح دریا واقع شده‌است.